# ثييه الحداد (ذي ناعم)

تعديل مصدري - تعديل

ثييه الحداد هي إحدى قرى عزلة الدريعأ بمديرية ذي ناعم التابعة لمحافظة البيضاء، بلغ تعداد سكانها 183 نسمة حسب تعداد اليمن لعام 2004.